# Ceutorhynchus
Genre
Ceutorhynchus est un genre d'insectes coléoptères de la famille des Curculionidae. Ces insectes, qui appartiennent au groupe des charançons, sont des ravageurs des plantes cultivées ou des denrées stockées.   

## Liste des espèces
Selon Catalogue of Life (30 août 2014) :
- Ceutorhynchus abbreviatulus
- Ceutorhynchus abbreviatus
- Ceutorhynchus acephalus
- Ceutorhynchus aeneicollis
- Ceutorhynchus affinis
- Ceutorhynchus alauda
- Ceutorhynchus albiventris
- Ceutorhynchus albovittatus
- Ceutorhynchus analis
- Ceutorhynchus andreae
- Ceutorhynchus arator
- Ceutorhynchus armatus
- Ceutorhynchus arquata
- Ceutorhynchus asperifoliarum
- Ceutorhynchus assimilis - charançon des siliques du colza
- Ceutorhynchus ater
- Ceutorhynchus axillaris
- Ceutorhynchus barbareae
- Ceutorhynchus batatae
- Ceutorhynchus bruchoides
- Ceutorhynchus camelinae
- Ceutorhynchus carbonarius
- Ceutorhynchus castaneus
- Ceutorhynchus castor
- Ceutorhynchus cestrotus
- Ceutorhynchus chalybaeus
- Ceutorhynchus chrysanthemi
- Ceutorhynchus collaris
- Ceutorhynchus comari
- Ceutorhynchus congeneer
- Ceutorhynchus consputus
- Ceutorhynchus contractus
- Ceutorhynchus coracinus
- Ceutorhynchus corinthius
- Ceutorhynchus cretura
- Ceutorhynchus curtus
- Ceutorhynchus cyanipennis
- Ceutorhynchus denticulatus
- Ceutorhynchus dentipes
- Ceutorhynchus depressicollis
- Ceutorhynchus didymus
- Ceutorhynchus echii
- Ceutorhynchus ensifer
- Ceutorhynchus eocenicus
- Ceutorhynchus epilobii
- Ceutorhynchus ericae
- Ceutorhynchus erysimi
- Ceutorhynchus ferrugatus
- Ceutorhynchus floralis
- Ceutorhynchus fuliginosus
- Ceutorhynchus geranii
- Ceutorhynchus gibbipennis
- Ceutorhynchus glabratus
- Ceutorhynchus globulus
- Ceutorhynchus gramineus
- Ceutorhynchus guttalis
- Ceutorhynchus guttula
- Ceutorhynchus haemorrhoidalis
- Ceutorhynchus hirtulus
- Ceutorhynchus horridus
- Ceutorhynchus ignitus
- Ceutorhynchus inaequalis
- Ceutorhynchus inconspectus
- Ceutorhynchus inermis
- Ceutorhynchus intersectus
- Ceutorhynchus laevigatus
- Ceutorhynchus lamii
- Ceutorhynchus leucogaster
- Ceutorhynchus liratus
- Ceutorhynchus litura
- Ceutorhynchus lucens
- Ceutorhynchus maculaalba
- Ceutorhynchus marginatus
- Ceutorhynchus melanocephalus
- Ceutorhynchus melanorhynchus
- Ceutorhynchus melanostictus
- Ceutorhynchus mirabilis
- Ceutorhynchus mucronulatus
- Ceutorhynchus multinotatus
- Ceutorhynchus myriophylli
- Ceutorhynchus napi - charançon de la tige du colza
- Ceutorhynchus nasturtii
- Ceutorhynchus notula
- Ceutorhynchus obsoletus
- Ceutorhynchus pericarpius
- Ceutorhynchus pleurostigma - charançon gallicole du chou
- Ceutorhynchus politus
- Ceutorhynchus pollinarius
- Ceutorhynchus posthumus
- Ceutorhynchus pulvinatus
- Ceutorhynchus punctulum
- Ceutorhynchus quadricornis
- Ceutorhynchus quadridens - charançon de la tige du chou
- Ceutorhynchus quadrimaculatus
- Ceutorhynchus quadrituberculatus
- Ceutorhynchus querceti
- Ceutorhynchus quercus
- Ceutorhynchus radula
- Ceutorhynchus raphani
- Ceutorhynchus rimulosus
- Ceutorhynchus ruber
- Ceutorhynchus rubetra
- Ceutorhynchus rubicundus
- Ceutorhynchus rubricollis
- Ceutorhynchus ruficollis
- Ceutorhynchus ruficornis
- Ceutorhynchus rufirostris
- Ceutorhynchus rugulosus
- Ceutorhynchus sanguinicollis
- Ceutorhynchus scabrirostris
- Ceutorhynchus scortillum
- Ceutorhynchus scutellaris
- Ceutorhynchus sellatus
- Ceutorhynchus sicarius
- Ceutorhynchus signatus
- Ceutorhynchus sii
- Ceutorhynchus sisymbrii
- Ceutorhynchus subfasciatus
- Ceutorhynchus subrufus
- Ceutorhynchus sulcatus
- Ceutorhynchus sulcicollis
- Ceutorhynchus syrites
- Ceutorhynchus tessellatus
- Ceutorhynchus topiarius
- Ceutorhynchus triangularis
- Ceutorhynchus trimaculatus
- Ceutorhynchus troglodytes
- Ceutorhynchus tuberculatus
- Ceutorhynchus umbraculatus
- Ceutorhynchus uncirostris
- Ceutorhynchus urticae
- Ceutorhynchus viduatus

Selon ITIS (30 août 2014) :
- Ceutorhynchus adjunctus Deitz, 1896
- Ceutorhynchus adspersulus Dietz, 1896
- Ceutorhynchus aeratus Deitz, 1896
- Ceutorhynchus albopilosulus Dietz, 1896
- Ceutorhynchus americanus Buchanan, 1937
- Ceutorhynchus angulatus LeConte, 1876
- Ceutorhynchus anthonomoides Dietz, 1896
- Ceutorhynchus armatus Dietz, 1896
- Ceutorhynchus assimilis (Paykull, 1792) - charançon des siliques du colza
- Ceutorhynchus atriculus Dietz, 1896
- Ceutorhynchus bakeri Hatch, 1971
- Ceutorhynchus bolteri Dietz, 1896
- Ceutorhynchus carteri Brown, 1931
- Ceutorhynchus consanguineus Dietz, 1896
- Ceutorhynchus convexipennis Fall, 1917
- Ceutorhynchus cupreus Hatch, 1971
- Ceutorhynchus dietzi Leng, 1920
- Ceutorhynchus disturbatus Dietz, 1896
- Ceutorhynchus downiei Colonnelli, 1979
- Ceutorhynchus dubitans Brown, 1931
- Ceutorhynchus echinatus Fall, 1917
- Ceutorhynchus erysinei (Fabricius, 1787)
- Ceutorhynchus erythropus Dietz, 1896
- Ceutorhynchus floridanus Leng, 1916
- Ceutorhynchus fulvotertius Fall, 1926
- Ceutorhynchus handfordi Brown, 1931
- Ceutorhynchus hearnei Brown, 1940
- Ceutorhynchus hornii Dietz, 1896
- Ceutorhynchus invisus Fall, 1917
- Ceutorhynchus isolatus Dietz, 1896
- Ceutorhynchus lecontei Colonnelli, 1979
- Ceutorhynchus lesquerellae Pierce, 1910
- Ceutorhynchus litura (Fabricius, 1775)
- Ceutorhynchus medialis LeConte, 1876
- Ceutorhynchus microtuberculatus Hatch, 1971
- Ceutorhynchus morosus Dietz, 1896
- Ceutorhynchus moznettei Fall, 1917
- Ceutorhynchus munki Brown, 1940
- Ceutorhynchus mutabilis Dietz, 1896
- Ceutorhynchus neglectus Blatchley, 1916
- Ceutorhynchus nodipennis Dietz, 1896
- Ceutorhynchus notatulus Fall, 1907
- Ceutorhynchus numulus Dietz, 1896
- Ceutorhynchus obliquus LeConte, 1876
- Ceutorhynchus omissus Fall, 1917
- Ceutorhynchus opertus Brown, 1931
- Ceutorhynchus oregonensis Dietz, 1896
- Ceutorhynchus ovipennis Dietz, 1896
- Ceutorhynchus pauxillus Dietz, 1896
- Ceutorhynchus persimilis Dietz, 1896
- Ceutorhynchus pervestitus Fall, 1901
- Ceutorhynchus pollinosus Dietz, 1896
- Ceutorhynchus puberulus LeConte, 1876
- Ceutorhynchus punctiger (Gyllenhal, 1837)
- Ceutorhynchus pusillus LeConte, 1876
- Ceutorhynchus pusio Mannerheim, 1852
- Ceutorhynchus quadridens (Panzer, 1795) - charançon de la tige du chou
- Ceutorhynchus rapae (Gyllenhal, 1837)
- Ceutorhynchus rubidus (Gyllenhal, 1837)
- Ceutorhynchus rudis LeConte, 1876
- Ceutorhynchus semirufus LeConte, 1876
- Ceutorhynchus septentrionalis (Gyllenhal, 1837)
- Ceutorhynchus sericans LeConte, 1876
- Ceutorhynchus siculus Dietz, 1896
- Ceutorhynchus solitarius Fall, 1907
- Ceutorhynchus sparsus Hatch, 1971
- Ceutorhynchus squamatus LeConte, 1876
- Ceutorhynchus squamosulus Sleeper, 1957
- Ceutorhynchus subpubescens LeConte, 1876
- Ceutorhynchus sulcicollis (Paykull, 1800)
- Ceutorhynchus suturatus Hatch, 1971
- Ceutorhynchus tau LeConte, 1876
- Ceutorhynchus transversus Blatchley, 1916
- Ceutorhynchus williami Colonnelli, 1979
- Ceutorhynchus zimmermanni (Gyllenhal, 1837)

## Espèces fossiles
Selon Paleobiology Database en 2023, les espèces fossiles référencées sont au nombre de quatorze :
- †Ceutorhynchus alekseevi, Legalov 2016
- †Ceutorhynchus blaisdelli, Wickham 1916
- †Ceutorhynchus chambonensis, Théobald 1935
- †Ceutorhynchus compactus, Scudder 1893
- †Ceutorhynchus crassirostris, Förster 1891
- †Ceutorhynchus degravatus, Scudder 1893
- †Ceutorhynchus duratus, Scudder 1893
- †Ceutorhynchus electrinus, Legalov 2016
- †Ceutorhynchus eocenicus, Cockerell 1920
- †Ceutorhynchus fischeri, Förster 1891
- †Ceutorhynchus funeratus, von Heyden and von Heyden 1866
- †Ceutorhynchus irvingi, Scudder 1893
- †Ceutorhynchus obliquus, Förster 1891
- †Ceutorhynchus succinus, Legalov 2013
- †Ceutorhynchus zerovae, Legalov et al. 2021 [3]

Remarque : l'espèce Ceutorhynchus miegi a été déclarée nomen dubium de la tribu Phytobiini.

## Galerie

Quelques espèces vivantes du genre Ceutorhynchus.
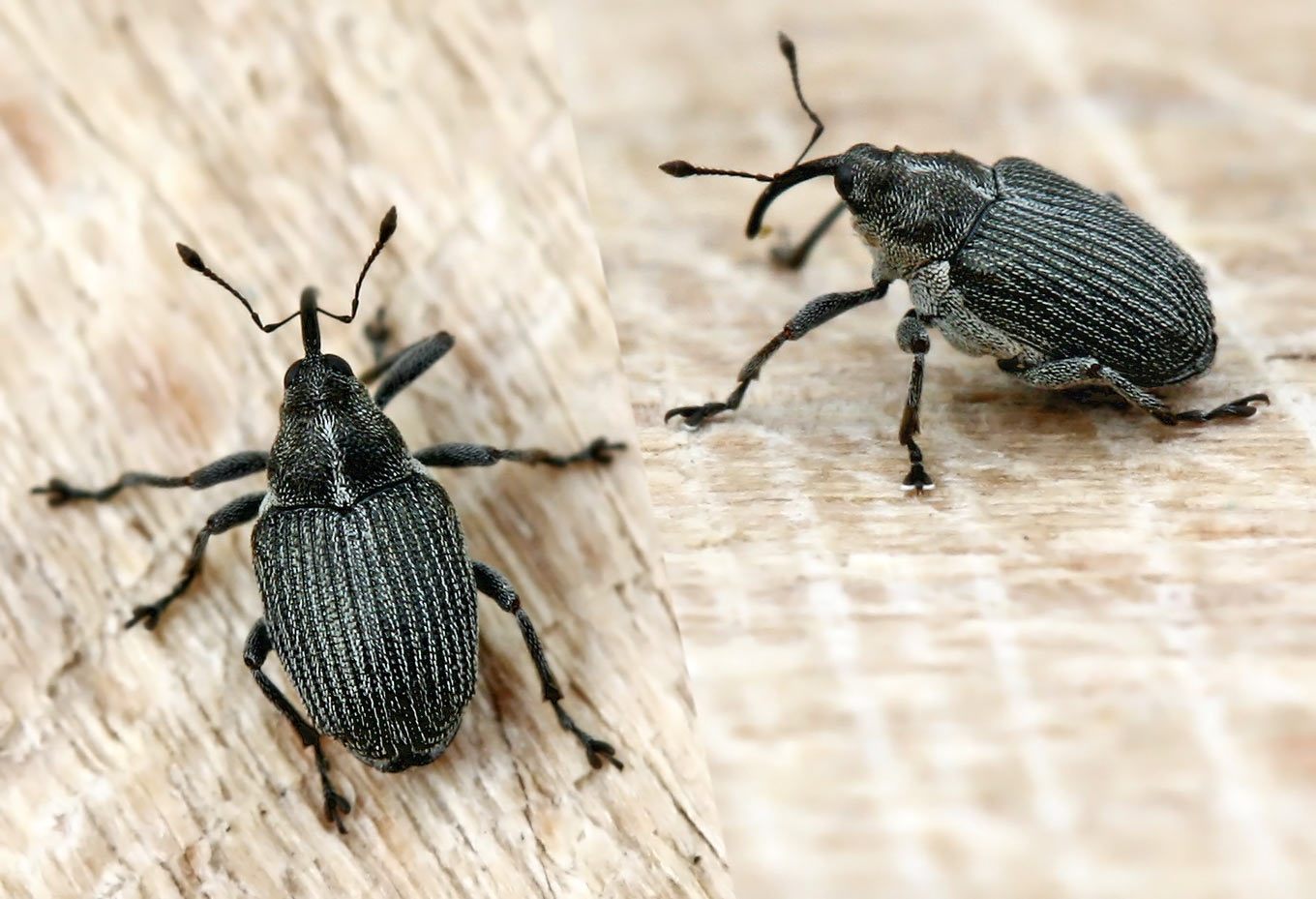
Ceutorhynchus assimilis.
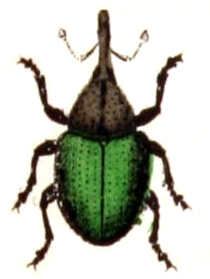
Ceutorhynchus erysimi.
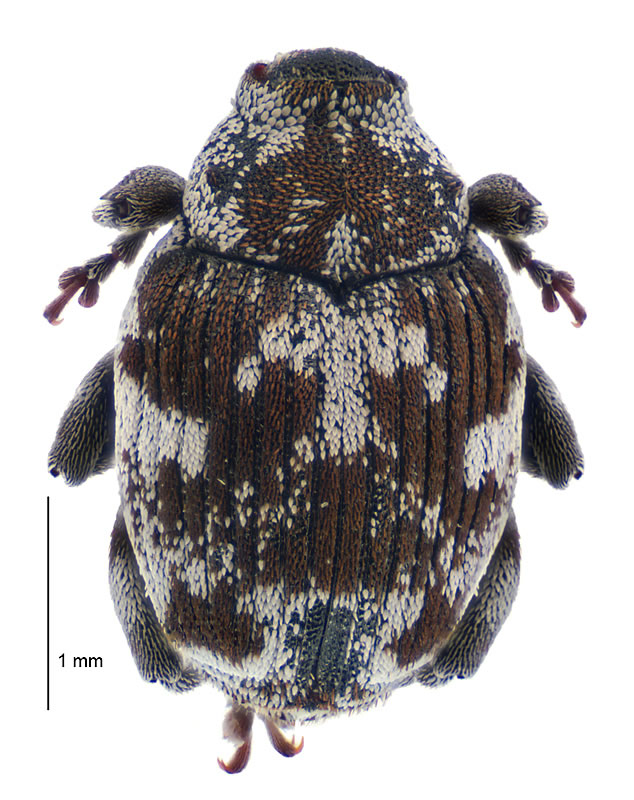
Ceutorhynchus litura.
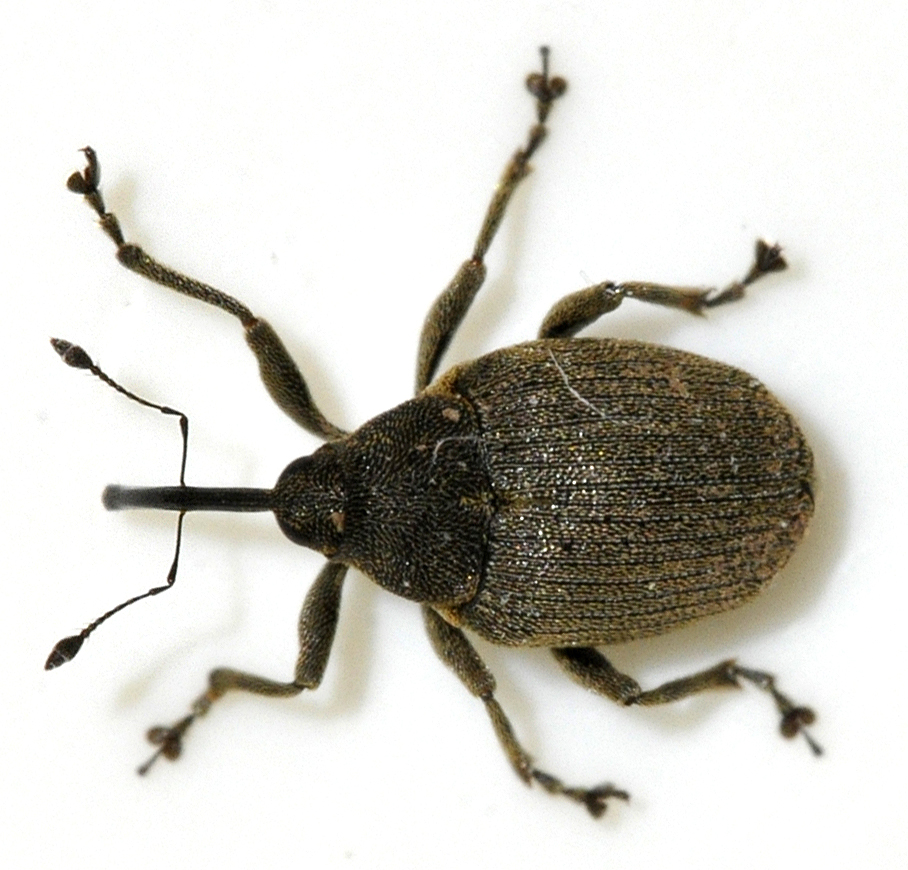
Ceutorhynchus napi.
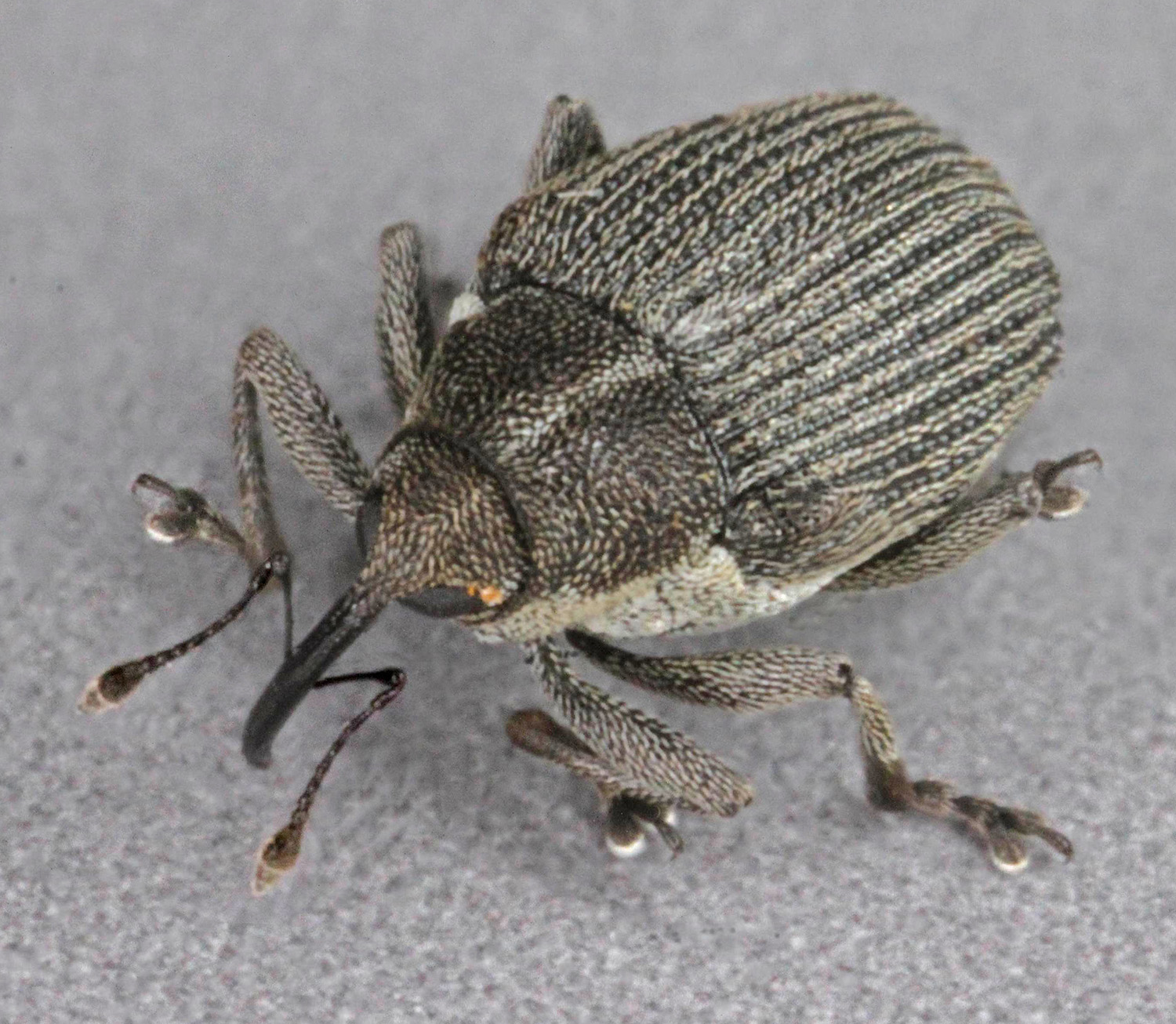
Ceutorhynchus obstrictus.
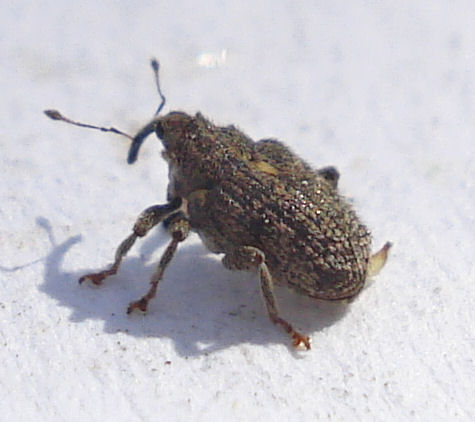
Ceutorhynchus pallidactylus.